# Ernst Gomolla
Ernst Gomolla (* 7. April 1935 in Beuthen) ist ein ehemaliger deutscher Tischtennisspieler. Er wurde zweimal deutscher Meister im Doppel.

## National
Gomolla spielte zunächst 12 Jahre lang im Verein MTV Salzgitter, mit dem er sechsmal die Norddeutsche Meisterschaft und 1960 den deutschen Pokal gewann. 1964 wechselte er zum VfL Osnabrück und gewann 1966 und 1968 die Deutsche Mannschaftsmeisterschaft. 1969 wurde das Team Deutscher Pokalsieger. 1971 schloss er sich dem TTC Blau-Weiß Datteln an, wo er 1989 seine aktive Laufbahn beendete.
Gomolla war von 1954 bis 1978 an allen 25 nationalen deutschen Meisterschaften vertreten. Mit seinem Zwillingsbruder Herbert – beide waren Abwehrspieler – wurde er 1959 und 1965 deutscher Meister im Doppel. 1965 und 1966 gewann er mit Edit Buchholz den Mixedwettbewerb. Vizemeister im Doppel wurde er 1969 mit Eberhard Schöler. In der Saison 1961/62 belegte er im Bundesranglistenturnier den zweiten Platz.

## International
Von 1959 bis 1968 bestritt Gomolla 23 Länderspiele. Fünfmal nahm er an Weltmeisterschaften teil. Dabei holte er 1963 mit der deutschen Mannschaft Bronze.
1962, 1964 und 1968 wurde er für die Europameisterschaft nominiert, wo er 1962 und 1964 (mit Eberhard Schöler) im Doppel das Viertelfinale erreichte. Auf die Teilnahme an der EM 1966 verzichtete, um einen Verdienstausfall zu vermeiden.

## Ende der Karriere
1989 nahm er Abschied vom Leistungssport, trat in den 1980er Jahren aber noch mit Datteln in der 2. Bundesliga an. Er spielte danach Tennis und reiste noch mehrmals zu Tischtennisweltmeisterschaften der Senioren. 1982 wurde er Doppel-Weltmeister mit Peter Hübner in der Altersklasse Ü40, 1986 gewann er in der Klasse Ü50 den Titel im Einzel.

## Privat
Neben Zwillingsbruder Herbert (mit dem er zweimal Deutscher Meister im Doppel wurde) hatte Gomolla noch eine jüngere Schwester Rosemarie, die zweifache deutsche Meisterin im Damen-Einzel wurde. Er arbeitete als Angestellter beim Sportamt der Stadt Datteln. Seit 1965 war er verheiratet. Mit 63 Jahren ging er in den Ruhestand. Seitdem lebt er in Datteln.

## Turnierergebnisse
| Verband | Veranstaltung       | Jahr | Ort       | Land | Einzel     | Doppel        | Mixed      | Team |
| ------- | ------------------- | ---- | --------- | ---- | ---------- | ------------- | ---------- | ---- |
| FRG     | Europameisterschaft | 1964 | Malmö     | SWE  |            | Viertelfinale |            |      |
| FRG     | Europameisterschaft | 1962 | Berlin    | FRG  | letzte 16  | Viertelfinale |            |      |
| FRG     | Weltmeisterschaft   | 1969 | München   | FRG  | letzte 64  | letzte 16     | Qual       |      |
| FRG     | Weltmeisterschaft   | 1965 | Ljubljana | YUG  | letzte 128 | letzte 32     | letzte 16  | 10   |
| FRG     | Weltmeisterschaft   | 1963 | Prag      | TCH  | letzte 128 | letzte 64     | letzte 64  | 3    |
| FRG     | Weltmeisterschaft   | 1961 | Peking    | CHN  | letzte 32  | letzte 64     | letzte 64  | 8    |
| FRG     | Weltmeisterschaft   | 1959 | Dortmund  | FRG  | letzte 256 | letzte 32     | letzte 128 | 9    |